# Прекопа (Вранско)
Прекопа (словен. Prekopa) је насељено место у општини Вранско, Савињска регија, Словенија.

## Историја
До територијалне реорганизације у Словенији била је у саставу старе општине Жалец.

## Становништво
У попису становништва из 2011. године, Прекопа је имала 246 становника.
| Број становника према пописима | Број становника према пописима | Број становника према пописима |
| ------------------------------ | ------------------------------ | ------------------------------ |
| 1991                           | 2002                           | 2011                           |
| 235                            | 216                            | 246                            |

Напомена: Године 2009. вршене су мање размене територија између насеља Пондор (Табор) и Прекопа.